# Komitet Olimpijski Wietnamu
Komitet Olimpijski Wietnamu (wiet. Ủy ban Olympic Việt Nam) – wietnamskie stowarzyszenie związków i organizacji sportowych. Zajmuje się przede wszystkim organizacją udziału reprezentacji Wietnamu w igrzyskach olimpijskich oraz upowszechnianiem idei olimpijskiej, promocją sportu i reprezentowaniem wietnamskiego sportu w organizacjach międzynarodowych, w tym w Międzynarodowym Komitecie Olimpijskim i w Olimpijskiej Radzie Azji.
Formalnie powstał 20 grudnia 1976 (wcześniej, przed zjednoczeniem kraju istniał jako Komitet Olimpijski Wietnamu Południowego). W grudniu 1979 Komitet Olimpijski Wietnamu wyraził chęć przystąpienia do Międzynarodowego Ruchu Olimpijskiego, a 28 kwietnia 1980 został przyjęty w poczet członków Międzynarodowego Komitetu Olimpijskiego.
Komitet Olimpijski Wietnamu jak dotąd (2020) nie wystawił zawodników do rywalizacji na zimowych igrzyskach olimpijskich, w letniej odsłonie tej imprezy wietnamscy zawodnicy zdobyli 4 medale: 1 złoty (wywalczony w 2016 przez Hoànga Xuâna Vinh w strzelectwie) i trzy srebrne (igrzyska w 2000, 2008 i 2016).
Obecnie przewodniczącym Komitetu jest Nguyễn Văn Hùng.

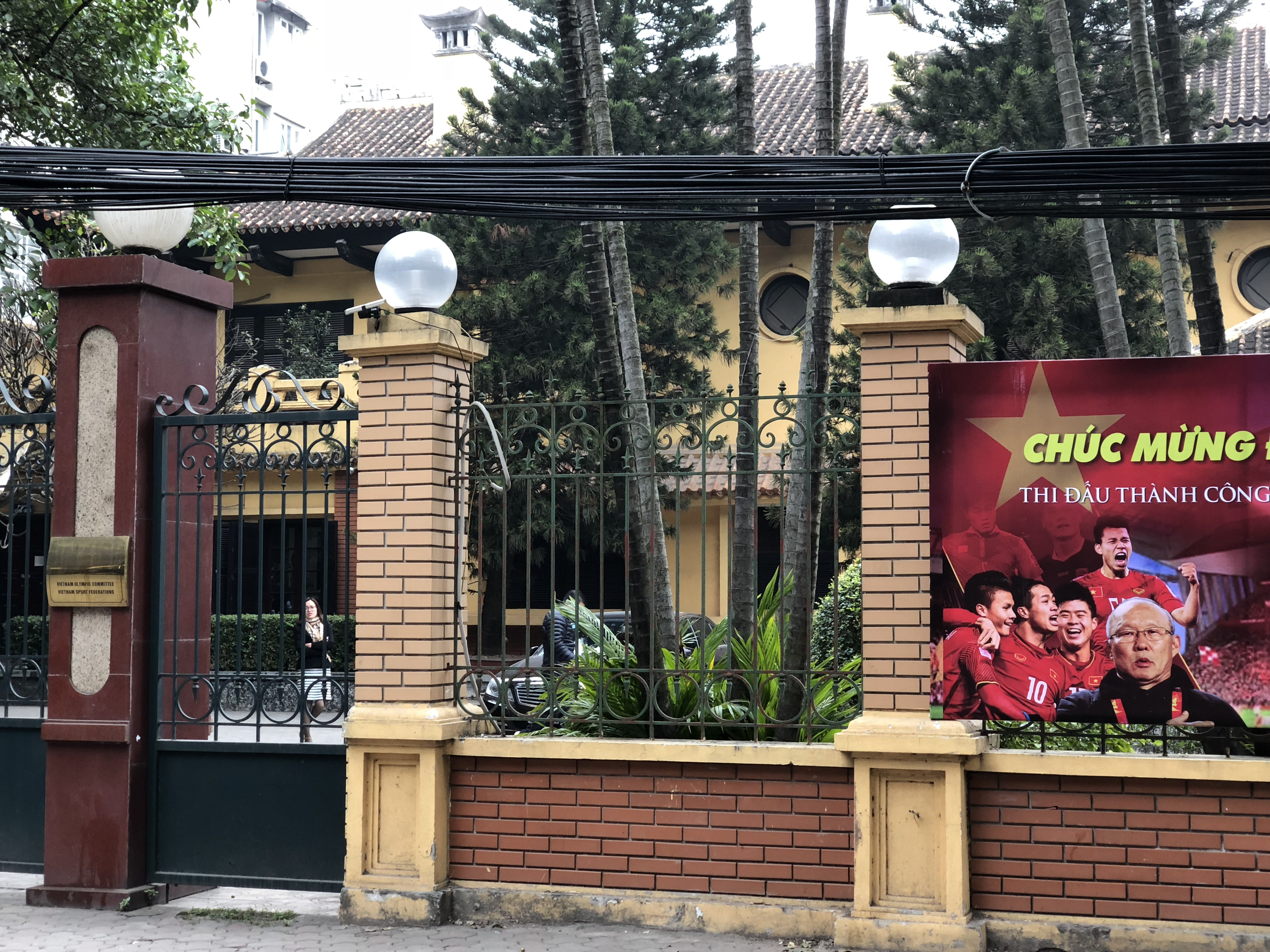
Główna siedziba komitetu